# San Giuseppe dei Ruffi (Nápoly)
A San Giuseppe dei Ruffi templom Nápoly történelmi központjában.

## Története
A 17. században kezdte építeni Dionisio Lazzari a Ruffo család egy hölgytagja számára. Az építkezést később Angelo Guglielmelli folytatta majd fia Marcello Guglielmelli fejezte be a 18. század elején. Homlokzatát kettős lépcsősor díszíti. Latin kereszt alaprajzú. Belsőjét márványburkolat díszíti. Főoltára Dionisio Lazzari műve. A kupola freskóit Francesco de Mura festette.